# Branické divadlo
Branické divadlo je kulturní objekt nacházející se v jižních částech Prahy, v Branické ulici v domě čp. 411.

## Dějiny
Během roku 1925 jej z vlastních finančních prostředků vybudovali občané Braníka. V roce 1993, tedy téměř po sedmdesáti letech od dokončení stavby, již bylo divadlo ve špatném technickém stavu a vyžadovalo rekonstrukci. Toho roku si divadlo do své správy vzala společnost Letitie, která jej opravila a začala v něm provozovat divadlo. Z důvodu nadměrné vlhkosti uvnitř divadla proběhla roku 2013 další rekonstrukce jeho prostor.

## Herci

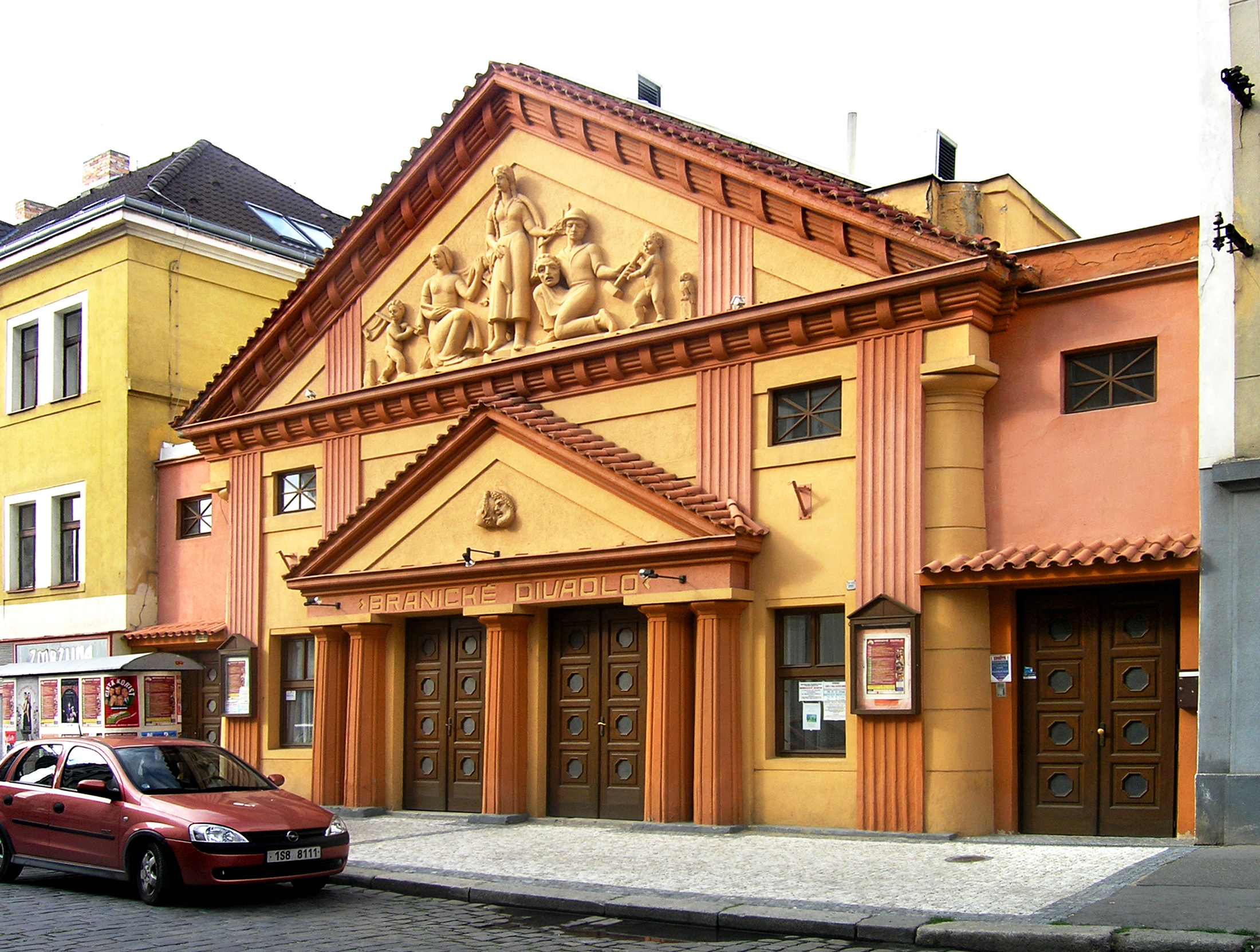
Vstup do branického divadla

Na prknech divadla vystoupili například Zlata Adamovská, Miroslav Donutil, Květa Fialová, Naďa Konvalinková, Ladislav Mrkvička, Luděk Sobota, Zbyšek Pantůček, Václav Postránecký, Josef Smolík, Simona Stašová či Gabriela Vránová a Václav Vydra.
Vystoupili v představeních kupříkladu Víš přece, že neslyším, když teče voda, Prolhaná Ketty, Hadrián z Římsů nebo Světáci. Hrají se zde ale i koncerty, a to jak klasické, tak populární hudby, dále taneční večery a svoji domovskou scénu zde našlo bratislavské Radošinské naivné divadlo.